# Tom Ford

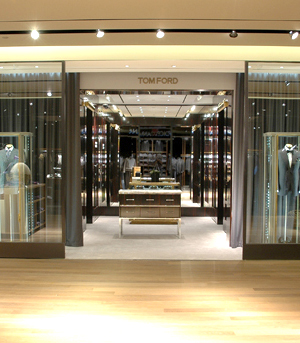
Магазин Tom Ford у Торонто

Tom Ford — американський будинок моди, виробник чоловічого та жіночого одягу, окулярів, парфумів та аксесуарів. Заснований 2005 року колишнім дизайнером Perry Ellis, Gucci та Yves Saint Laurent Томом Фордом. Штаб-квартира розташована у Нью-Йорку.
У 2013 році продажі склали 1 млрд доларів. На кінець 2015 року існувало 110 магазинів по всьому світу.
Компанією володів Том Форд до 2023 року. Але зараз бренд Tom Ford належить до Estée Lauder Companies Inc., а модний бізнес належить до Ermenegildo Zegna Group через Tom Ford International. 
Вебсайт tomford.com [Архівовано 3 серпня 2016 у Wayback Machine.]
Адреса: 845 Madison Ave, New York, NY, 10021 United States

## Історія

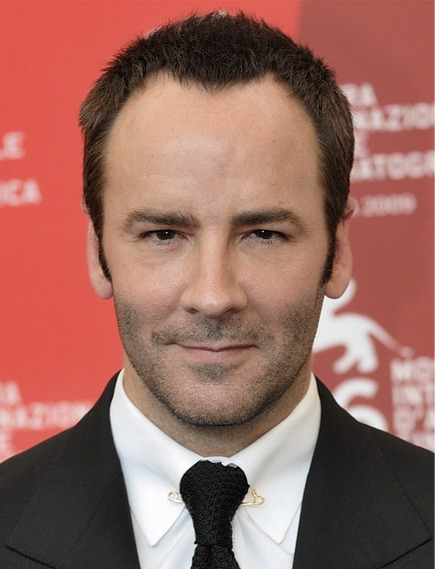
Том Форд - засновник бренду та колишній креативний директор

У 2004 році Том Форд залишив посаду креативного директора Gucci та заснував власний однойменний лейбл у квітні 2005 року. Концепт роздрібного бренду Tom Ford описували як перший справжній бренд класу люкс у 21-му столітті, що був започаткований в 2004 році як спільне підприємство між Фордом та його бізнес-партнером Доменіко Де Соле з метою запуску косметичної лінії. У тому ж році Форд оголосив про партнерство з Marcolin Group метою якого було виробництво оптичних оправ та сонцезахисних окулярів. У 2005 році він випустив колекцію косметики Tom Ford Estée Lauder. 
2007 року підприємство Тома Форда почало виробляти чоловічий одяг у співпраці з італійським виробником Ermenegildo Zegna та відкрило перший магазин на Медісон-авеню на Мангеттені, де продавало одяг за найдорожчими цінами.
У 2010 році Том Форд представив жіночу колекцію прет-а-порте у своєму магазині на Медісон-авеню. У заході брали участь такі зірки як Бейонсе, Джуліанна Мур, Лорен Хаттон, Ріта Вілсон. 
В одяг Том Форд був одягнутий Джеймс Бонд у трьох останніх фільмах. 
Також одяг Тома Форда носили Мішель Обама, Том Генкс, Джонні Депп та Вілл Сміт.

## Tom Ford Beauty

### Black Orchid (2006)
Black Orchid був першим ароматом, проданим під брендом Tom Ford Beauty. Під час перебування на посаді креативного директора Yves Saint Laurent Форд розробив рідкісну чорну орхідею як нову внутрішню квітку бренду. Екстракт квітки використовувався для виробництва парфумів, кремів для тіла у рамках лінії Nu від YSL’s. До запуску Black Orchid Форд співпрацював з Estée Lauder, підписавши угоду у квітні 2005 року та випустивши Youth Dew Amber Nude наступної осені, також Azure навесні 2006 року. 
27 лютого 2006 року, коли Форд вже запустив свій бренд Black Orchid, назва нового аромату була оприлюднена. Журнал «Women’s Wear Daily» описав його як «жіночий аромат повний сюрпризів». Black Orchid від Tom Ford Beauty нарешті був випущений 15 листопада. 
Після випуску, Harper’s Bazaar описав його як «чуттєвий і деревно-квітковий аромат». У рамках 150-річчя Burberry магазин продав парфумовану воду Black Orchid Eau de Parfum у лімітованому тиражі флаконів Lalique з чорного кришталю за £345. 

### Rose Prick (2020)
Натхненний приватним садом троянд Форда, Rose Prick був створений з диких троянд, таких як Rose de Mai, турецьких та болгарських троянд, а також інших елементів, таких як шипр, індонезійські пачулі, ваніль і боби тонка.  Парфумерну торгову марку подали на реєстрацію до бюро патентів і торгових марок США 30 травня 2019 року, і вперше вона була використана в комерційних цілях, коли аромат був випущений 29 лютого 2020 року.

### Інші аромати
У 2007 році компанія Tom Ford Beauty представила колекцію ароматів Private Blend, що містила більш експериментальні та нішеві аромати за вищою ціною. Том Форд описав Private Blend як «особисту лабораторію ароматів». Eau de Parfum Spray, Lost Cherry, отримав нагороду Allure 2021 Best of Beauty Award.
На показі своєї колекції весна/літо 2018, що відбувався у вересні 2017 року в рамках тижня моди в Нью-Йорку, Том Форд привернув увагу ЗМІ, представивши новий аромат Private Blend під назвою “Fucking Fabulous”.

## Критика
З моменту заснування лейбл критикували за використання оголених жінок у різних рекламних кампаніях. Різні журналісти стверджували, що оголошення були вульгарними, сексистськими або містили об‘єктивізацію жінок. 
У 2014 році Том Форд випустив «Penis Pendant Necklace», що також жорстко критикувався.